# یواس‌اس پارکر (دی‌دی-۶۰۴)
یواس‌اس پارکر (دی‌دی-۶۰۴) (به انگلیسی: USS Parker (DD-604)) یک کشتی بود که طول آن ۳۴۸ فوت (۱۰۶ متر) بود. این کشتی در سال ۱۹۴۲ ساخته شد.